# پال اف. هافمن
پال اف. هافمن (انگلیسی: Paul F. Hoffman؛ زادهٔ ۲۱ مارس ۱۹۴۱) یک زمین‌شناس اهل کانادا و استاد بازنشستهٔ زمین‌شناسی در دانشگاه هاروارد است. او در زمینهٔ دوران پرکامبرین تخصص دارد و به سبب پژوهش‌هایش در زمینهٔ یخ‌بندان زمین گوی برفی در دوران پیشین‌زیستی نو، به‌ویژه مطالعاتی که روی لایه‌های رسوبی صخره‌ها در نامیبیا انجام داده است، شهرت دارد.
وی لیسانس خود را در سال ۱۹۶۴ از دانشگاه مک‌مستر گرفت و سپس در سال‌های ۱۹۷۵ و ۱۹۷۰، از دانشگاه جانز هاپکینز فوق لیسانس و پی‌اچ‌دی اخذ نمود.